# Ostrya rehderiana
Ostrya rehderiana е вид растение от семейство Брезови (Betulaceae). Видът е критично застрашен от изчезване.

## Разпространение
Разпространен е в Китай.